# Parkes
Parkes é uma cidade na região centro-oeste de Nova Gales do Sul, na Austrália. É o principal assentamento na área do governo local de Parkes Shire. Parkes tinha uma população de 11.224 em 30 de junho de 2018.